# クァクハスネック県
クァクハスネック県は、10あるレソトの県のうちの一つ。面積は2,349 km2で、人口は約110,000人である(2004)。 県都はクァクハスネックである。
座標: 南緯30度00分 東経28度45分 / 南緯30.000度 東経28.750度